# Мамо, я живий (фільм, 1985)
«Мама, я живий» — радянський художній фільм 1985 року, знятий на кіностудії «Білорусьфільм».

## Сюжет
Осінь 1943 року, Німецько-радянська війна. Партизанський табір в білоруських болотах. У «лісовій школі» табору новенький — хлопчик Пєтя Дим, він пропустив два роки навчання, вже забув чому вчився і сідає за парти з малечею. Незабаром школу, стареньку вчительку і десять дітей, командування вирішило відправити на Велику землю, але в місці прибуття літака розташувалася засідка карального загону фашистів. Під прикриттям партизан діти з вчителькою встигають втекти і ховаються в будинку на болотах. Карателі вистежують школу і спалюють доставлені з Великої землі зошити і підручники, забирають одяг і накопану дітьми на мінному полі картоплю. Карателі залишають дітей живими, будучи впевнені, що ті помруть з голоду. Але серед дітей є Пєтя Дим. Він знає цей ліс і болота як свої п'ять пальців. У 12 років у нього вже два роки бойового досвіду розвідника партизанського загону і медаль «За відвагу». Так само у хлопчика є зброя — викопані разом з картоплею на мінному полі. І мета виконати «майже бойове» останнє завдання загиблого комісара — здати автомат і здати вчительці іспит за п'ятий клас. Назва фільму «Мама, я живий» — напис для матері, який Пєтя Дим, зайшовши в розвідувальному рейді в рідне село, пише на залишках печі його спаленої хати. Пише, знаючи, що мати вбили німці.

## У ролях
- Євген Кунський —  Пєтя Дим.
- Олександр Моїсеєв —  Вітя Рожновський.
- Маргарита Ярошевич —  Олена Шумська.
- Ігор Сусенкевич —  Генка Щерба.
- Андрій Соловій —  Вадик Лопухін.
- Юрій Воробей —  Бориско.
- Стефанія Станюта —  Домна Пилипівна, вчителька «лісової школи» партизанського загону.
- Валерій Філатов —  Іван Хомич Драгун, командир партизанського загону.
- Юрій Кухарьонок —  Дмитро, комісар партизанського загону.
- Геннадій Гарбук —  майор Нікольський.
- Галина Макарова —  Казимирівна, партизанка.
- Олександр Безпалий —  партизани.
- Олександр Аржиловський —  партизани.
- Геннадій Давидько —  партизани.
- Анатолій Терпицький —  партизани.
- Валентин Бєлохвостик —  Прокоп Малокурний, білоруський колабораціоніст.
- Леонід Гривенєв —  німецький офіцер.

## Знімальна група
- Режисер — Ігор Добролюбов.
- Сценарист — Володимир Халіп.
- Оператор — Григорій Масальський.
- Композитор — Валерій Зубков.
- Художник — Євген Ганкин.